# هایک پاپازیان
هایک پاپازیان (ارمنی: Հայկ Փափազյան; انگلیسی: Haig Papazian)؛ موسیقی‌دان و ویولونیست ارمنی-لبنانی است. وی نوازندهٔ ویولن در گروه راک آلترناتیو مشروع لیلی است.

## زندگی‌نامه
هایک پاپازیان در بیروت به دنیا آمد. او نوازندگی ویولن از سنین خیلی کم آغاز کرد. او در یک مدرسه موسیقی ارمنی درس خواند. او زمانی که در دانشگاه آمریکایی بیروت در رشته معماری تحصیل می کرد، از اعضای تشکیل دهنده گروه موسیقی مشروع لیلی نیز بود. در کنار موسیقی او همچنان معماری را نیز ادامه داده‌است به طوری که در سال ۲۰۰۸ جایزهٔ فوزی عزار در معماری را دریافت کرد.
پاپازیان بر روی جلد مجله مای. کالی و همچنین بر روی جلد نسخهٔ خاورمیانهٔ رولینگ استونز به همراه گروه مشروع لیلی ظاهر شد.